# Victor P. Whittaker

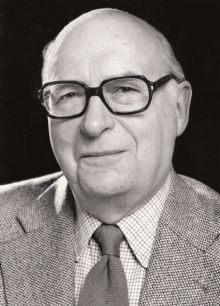
Victor P. Whittaker

Victor Percy Whittaker (* 11. Juni 1919 in Ainsdale; † 5. Juli 2016 in Cambridge) war ein britischer Biochemiker. Er beschäftigte sich mit der subzellularen Fraktionierung des Gehirns. Dafür isolierte er Synaptosome und synaptische Vesikel aus dem menschlichen Gehirn und bewies, dass synaptische Vesikel den Neurotransmitter Acetylcholin speichern.

## Leben
Victor P. Whittaker wurde in Ainsdale geboren und studierte von 1937 bis 1941 Chemie und Biochemie an der University of Oxford. Dort machte er 1945 auch den Doktor der Philosophie. Anschließend war er als Dozent für Biochemie an derselben Universität tätig. Von 1951 bis 1955 war er als Assistenzprofessor für Physiologie an der Abteilung für Medizin der University of Cincinnati beschäftigt. Nach seiner Rückkehr nach England war er bis 1966 leitender Wissenschaftler am Agricultural Research Council Institute of Animal Physiology in Babraham. Ab 1966 lehrte er Biochemie an der University of Cambridge. Von 1967 bis 1971 war er außerdem Chefforscher am New York State Institute for Basic Research in Mental Retardation. Außerdem war Whittaker von 1968 bis 1972 Gastprofessor an der City University of New York. Ab 1973 war er bis 1987 Leiter der Abteilung für Neurochemie des Max-Planck-Instituts für biophysikalische Chemie in Göttingen. 1989 erhielt er den Ehrendoktortitel der Universität Stockholm. Auch nach seiner Emeritierung blieb Whittaker für das MPI und die Fakultät für Medizin der Johannes Gutenberg-Universität Mainz in der Forschung aktiv, ehe er nach Cambridge zurückkehrte. Dort starb er im Juli 2016 im Alter von 97 Jahren.

## Forschung
Whittaker war im Zweiten Weltkrieg Teil des Forschungsteams, das das Arsengegenmittel Dimercaprol entdeckte – das erste Gegenmittel, das aus der biochemischen Untersuchung der Wirkung einer toxischen Chemikalie resultierte. Später leistete er Pionierarbeit auf dem Gebiet der Anwendung von zellbiologischen Techniken auf das Nervensystem. 1960 entdeckte er, dass leichte Scherung auf Hirngewebe die Ablösung der präsynaptischen Nervenenden von ihren Axonen bewirkt und dadurch die Isolierung der Strukturen mittels Differential- und Dichtegradientenzentrifugation ermöglicht. Die abgelösten Nervenenden nannte er Synaptosome. Synaptosomen werden häufig für biochemische in-vitro-Untersuchungen der präsynaptischen Funktion und als Testpräparate für die pharmazeutische Industrie genutzt. Außerdem zeigte Whittaker, dass sich intakte synaptische Vesikel hoher Reinheit mittels Dichtegradientenzentrifugation aus lysierten Synaptosomen isolieren lassen. Er demonstrierte, dass diese Vesikel den Neurotransmitter Acetylcholin speichern. Später widmete er sich der Isolierung von cholinergen synaptischen Vesikeln aus dem Elektroplax des Zitterrochens, um deren Untersuchung zu ermöglichen. Diese Untersuchungen führten zu grundlegenden Erkenntnissen über die Struktur und Funktion, sowie die metabolische und strukturelle Heterogenität synaptischer Vesikel.

## Publikationen (Auswahl)
- E. G. Gray, V. P. Whittaker: The isolation of nerve endings from brain: an electron-microscopic study of cell fragments derived by homogenization and centrifugation. In: J. Anat. Band 96, Pt. 1, 1962, S. 79–88, PMID 13901297, PMC 1244174 (freier Volltext).
- V. P. Whittaker, I. A. Michaelson, R. J. Kirkland: The separation of synaptic vesicles from nerve-ending particles ('synaptosomes'). In: Biochem. J. Band 90, Nr. 2, 1964, S. 293–303, doi:10.1042/bj0900293, PMID 5834239, PMC 1202615 (freier Volltext).
- M. N. Sheridan, V. P. Whittaker, M. Israël: The subcellular fractionation of the electric organ of Torpedo. In: Zeitschrift für Zellforschung und mikroskopische Anatomie. Band 74, Nr. 3, 1966, S. 293–307, doi:10.1007/BF00401258, PMID 4168676.
- V. P. Whittaker, W. B. T. Essman, G. H. Dowe: The isolation of pure cholinergic synaptic vesicles from the electric organs of elasmobranch fish of the family Torpedinidae. In: Biochem. J. Band 128, Nr. 4, 1972, S. 833–845, doi:10.1042/bj1280833, PMID 4638794, PMC 1173903 (freier Volltext).
- H. Zimmermann, V. P. Whittaker: Morphological and biochemical heterogeneity of cholinergic synaptic vesicles. In: Nature. Band 267, Nr. 5612, 1977, S. 633–635, doi:10.1038/267633a0.
- V. P. Whittaker (Hrsg.): The Cholinergic Synapse (= Handbook of Experimental Pharmacology. Band 86). Springer, New York 1988, ISBN 0-387-18613-1.
- V. P. Whittaker: The Cholinergic Neuron and Its Target. The Electromotor Innervation of the Electric Ray Torpedo as a Model. Birkhäuser, Boston 1992, ISBN 0-8176-3553-X.